# M167 VADS

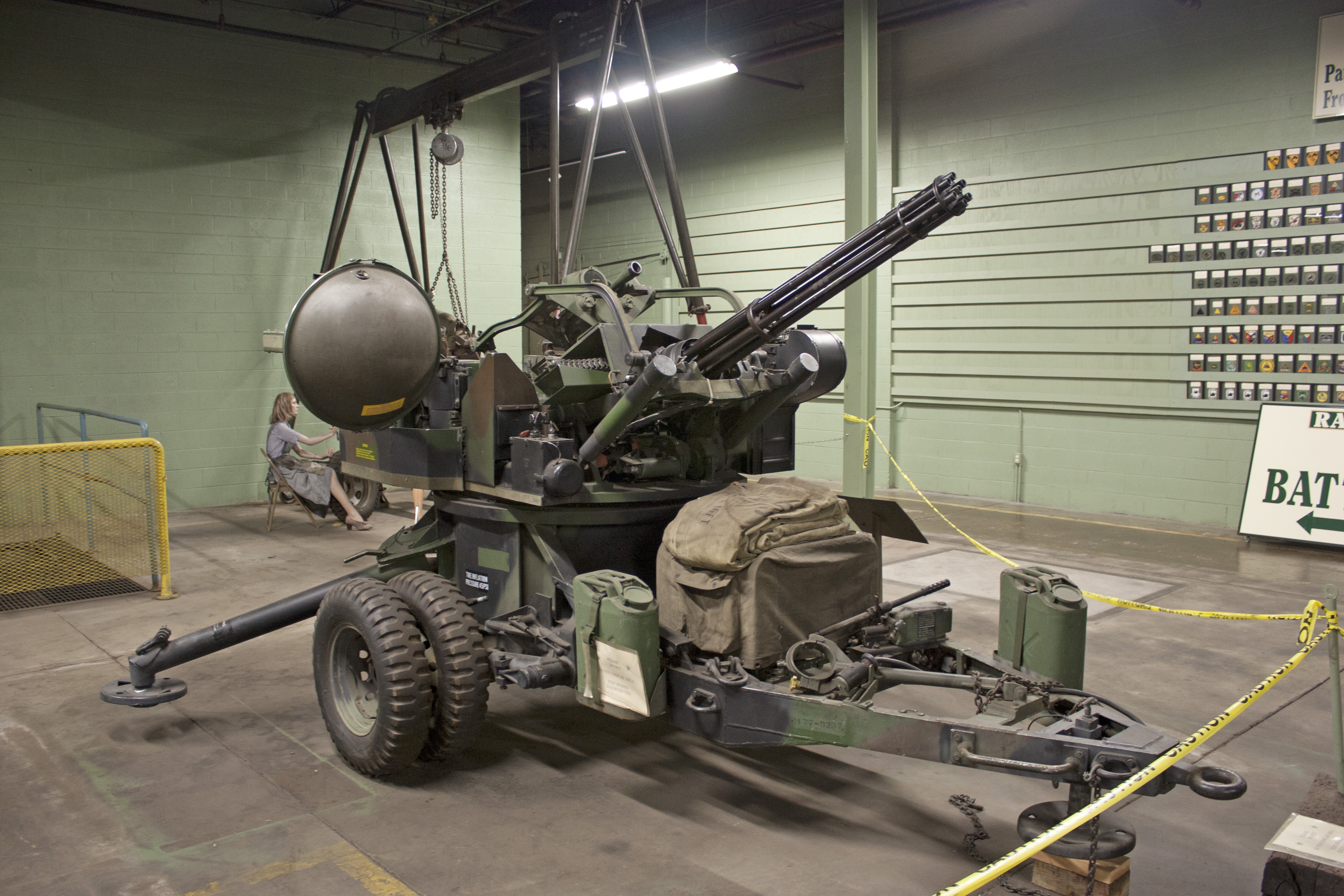
M167 Vulcan Air Defense System

M167 Vulcan Air Defense System (VADS) – amerykański holowany artyleryjski zestaw przeciwlotniczy, którego główny element stanowi sześciolufowe działko przeciwlotnicze M61 Vulcan, wyposażone w system kierowania ogniem z własnym radarem. 
Opracowano także wersję samobieżną zestawu M163 VADS na podwoziu transportera M113. Oprócz tego, Sudan i Jemen używały lokalnej modyfikacji zestawu M167 zamocowanego na radzieckim transporterze BTR-152.

## Użytkownicy
- Belgia
- Botswana
- Chile
- Izrael
- Japonia
- Maroko
- Stany Zjednoczone
- Tajlandia
- Urugwaj
- Jemen
- Sudan